# 秦素梅
秦素梅（1951年8月—），女性，汉族，甘肃秦安人，中共党员，中华人民共和国政治人物。

## 人物经历
1951年，秦素梅出生于甘肃省秦安县，父母皆为农民，7岁时父母双亡，成为孤女；成年后曾于甘肃师范大学就读；毕业后步入定西地区政坛，1992年，出任中共渭源县委书记，为甘肃省首位女性县委书记。期间，她致力于发展县域内各产业、帮助当地民众提高收入，因表现优异，于1995年获得中共中央组织部表彰为“全国优秀县委书记”。其后更升任定西地区行署副专员。
2001年6月，升任中共定西地委副书记，定西撤地建市后，又出任中共定西市委副书记，市政协筹备工作领导小组成员。2003年，当选为首任定西市政协主席。2010年4月当选为市人大常委会主任；2011年11月，卸任定西市人大常委会主任。